# Gran Premio Sportivi di Poggiana
Il Gran Premio Sportivi di Poggiana è una corsa in linea maschile di ciclismo su strada che si svolge annualmente a Poggiana, frazione di Riese Pio X, in Italia.
La prima edizione del Gran Premio, riservato ai ciclisti dilettanti, si svolse nel 1975; successivamente la prova venne aperta ai ciclisti Elite/Under-23. Nel 2011 venne inclusa nel calendario del circuito UCI Europe Tour come gara di classe 1.2U, riservata ai soli ciclisti di categoria Under-23.
Il percorso della prova, lungo nelle ultime edizioni circa 164 km, interessa i comuni di Riese Pio X, Loria, Asolo, Maser e Altivole.

## Albo d'oro
Aggiornato all'edizione 2025.
| Anno | Vincitore                             | Secondo                               | Terzo                                 |
| ---- | ------------------------------------- | ------------------------------------- | ------------------------------------- |
| 1975 | Luigi Trevellin                       | Giancarlo Baldoni                     | Gastone Martini                       |
| 1976 | Natalino Bonan                        | Ivo Gobbi                             | Giuseppe Passuello                    |
| 1977 | Mario Fraccaro                        | Luigi Trevellin                       | Silvano Cervato                       |
| 1978 | Gianpaolo Sigurotti                   | Flavio Martini                        | Corrado Pianegonda                    |
| 1979 | Gianni Giacomini                      | Luigi Trevellin                       | Giovanni Renosto                      |
| 1980 | Giuliano Pavanello                    | Luigi Trevellin                       | Lucio Forasacco                       |
| 1981 | Carlo Tonon                           | Giancarlo Bada                        | Luigi Trevellin                       |
| 1982 | Maurizio Civran                       | Roberto Bedin                         | Mario Condolo                         |
| 1983 | Ivan Mazzocco                         | Giacomo Zanella                       | Luca De Rossi                         |
| 1984 | Luigi Furlan                          | Luciano Mastellotto                   | Luca De Rossi                         |
| 1985 | Diego Dagli Orti                      | Luigi Furlan                          | Gianni Faresin                        |
| 1986 | Maurizio Fondriest                    | Federico Longo                        | Gianluca Brugnami                     |
| 1987 | Giorgio Furlan                        | Giovanni Strazzer                     | Tiberio Savoia                        |
| 1988 | Luigi Simeon                          | Fabrizio Convalle                     | William Dazzani                       |
| 1989 | Walter Zini                           | Dario Bottaro                         | Fabio Bolzan                          |
| 1990 | Andrea Ferrigato                      | Diego Trepin                          | Stefano Frattolin                     |
| 1991 | Paolo Lanfranchi                      | Marco Pantani                         | Ennio Grava                           |
| 1992 | non disputato                         | non disputato                         | non disputato                         |
| 1993 | Roberto Zoccarato                     | Carlo Cobalchini                      | Stefano Checchin                      |
| 1994 | Dario Frigo                           | Riccardo Faverio                      | Denis Zanette                         |
| 1995 | Stefano Finesso                       | Giuliano Figueras                     | Luca Prada                            |
| 1996 | Vitalij Kokorin                       | Oscar Cavagnis                        | Alessandro Romio                      |
| 1997 | Raivis Belohvoščiks                   | Leonardo Giordani                     | Massimiliano Martini                  |
| 1998 | Paolo Tiralongo                       | Jamie Burrow                          | Denis Lunghi                          |
| 1999 | Luca Paolini                          | Fabio Bulgarelli                      | Lorenzo Bernucci                      |
| 2000 | Jaroslav Popovyč                      | Ramon Bianchi                         | Giampaolo Caruso                      |
| 2001 | Aleksandr Kolobnev                    | Lorenzo Bernucci                      | Manuele Mori                          |
| 2002 | Andrea Moletta                        | Scott Davis                           | Ivan Ravaioli                         |
| 2003 | Manuele Mori                          | Aleksandr Arekeev                     | Vladimir Gusev                        |
| 2004 | Mirko Allegrini                       | Vladimir Efimkin                      | Enrico Gasparotto                     |
| 2005 | Matteo Priamo                         | Marco Bandiera                        | Emanuele Bindi                        |
| 2006 | Mattia Parravicini                    | Davide Battistella                    | Marco Bicelli                         |
| 2007 | Edoardo Girardi                       | Mirko Selvaggi                        | Pavel Kočetkov                        |
| 2008 | Wesley Sulzberger                     | Daniel Oss                            | Pavel Kočetkov                        |
| 2009 | Mattia Cattaneo                       | Kristijan Koren                       | Tomas Alberio                         |
| 2010 | Luke Rowe                             | Tomas Alberio                         | Enrico Battaglin                      |
| 2011 | Mattia Cattaneo                       | Sjarhej Novikaŭ                       | Mattia Bedin                          |
| 2012 | Adam Phelan                           | Gianfranco Zilioli                    | Kristian Sbaragli                     |
| 2013 | Andrea Zordan                         | Davide Villella                       | Daniele Dall'Oste                     |
| 2014 | Robert Power                          | Andrea Toniatti                       | Luca Chirico                          |
| 2015 | Stefano Nardelli                      | Simone Velasco                        | Lorenzo Rota                          |
| 2016 | Michael Storer                        | Enrico Salvador                       | Filippo Rocchetti                     |
| 2017 | Nicola Conci                          | Michael Storer                        | Artëm Nyč                             |
| 2018 | Robert Stannard                       | Alberto Giuriato                      | Samuele Battistella                   |
| 2019 | Fabio Mazzucco                        | Giovanni Aleotti                      | Filippo Zana                          |
| 2020 | annullato per la pandemia di COVID-19 | annullato per la pandemia di COVID-19 | annullato per la pandemia di COVID-19 |
| 2021 | Riccardo Ciuccarelli                  | Lewis Askey                           | Filippo Baroncini                     |
| 2022 | Nicolò Buratti                        | Federico Guzzo                        | Laurence Pithie                       |
| 2023 | Nicolò Pettiti                        | Giacomo Villa                         | Manuel Oioli                          |
| 2024 | Jørgen Nordhagen                      | Manuel Oioli                          | Cesare Chesini                        |
| 2025 | Matteo Scalco                         | Matthew Dodd                          | Ludovico Maria Mellano                |